# Cristina Neagu
Cristina Georgiana Neagu (26 de agosto de 1988, Bucarest, Rumanía) es una  jugadora rumana de balonmano femenino que juega de lateral en el CSM București y también en la selección rumana. Está considerada la mejor jugadora de balonmano de la historia (en 2010, 2015, 2016 y 2018 fue elegida la mejor jugadora de balonmano femenino del mundo por la Federación Internacional de Balonmano). Es miembro del Salón de la Fama de la EHF.   

## Trayectoria
Criada en barrio modesto de Bucarest, su ciudad natal, empezó en el balonmano con 12 años, de la mano de la entrenadora Maria Covaci, en el Club Deportivo Escolar Número 5 de la ciudad.
Con 18 años empezó a jugar como profesional con el equipo rumano de Rulmentul Brașov. Fue nombrada mejor jugadora joven de la IHF en 2009.
Se mudó al potente equipo nacional Oltchim Râmnicu Vâlcea, con el que llegó a jugar la final de la Liga de Campeones del 2010, la primera vez que un equipo rumano alcanzaba esa hazaña en el nuevo formato de competición.
Eso y la conquista de la medalla de bronce en el Europeo del 2010 le hizo recibir el título de Mejor Jugadora del Año de la IHF.
Su carrera sufrió un parón en 2011 debido a una grave lesión en el hombro que la tuvo apartada de la competición durante 605 días. Tras tres meses reincorporada volvió a sufrir otra lesión grave (rotura de los ligamentos cruzados de la rodilla izquierda) y añadió otros 7 meses al dique seco.
En 2013 se muda a la liga montenegrina para fichar por el ŽRK Buducnost,volviendo al liderar al equipo montenegrino en su camino a la final de la Liga de Campeones de nuevo, perdiéndola también, por segunda vez en su carrera en 2014. El ansiado trofeo continental lo consiguió en la temporada 2014-15 con el mismo equipo, encabezando la lista de máximos goleadores de la competición, a los que añadió los títulos individuales de MVP, mejor lateral izquierda de la Champions y la primera posición en las goleadoras del Mundial de Dinamarca, en la que Rumanía terminó con la medalla de bronce.
En 2017 Neagu vuelve a Rumanía, para jugar con el CSM București, el mejor equipo rumano del momento, tras firmar un contrato que se acercaba a los 300.000€. Con el CSM llegó, en 2018, a convertirse en la máxima goleadora histórica de la competición, con 237 tantos marcados o a conseguir el lanzamiento más rápido del torneo con 129 kilómetros por hora. En 2018 fue nombrada, por cuarta vez, mejor jugadora del mundo por la IHF.

### Clubes
- 2006-10 Rulmentul Brașov
- 2010-13 Oltchim Râmnicu Vâlcea
- 2013-17 ŽRK Buducnost
- 2017 -    CSM București

### Selección
Cuando contaba con 17 años fue declarada mejor jugadora del Campeonato de Europa Juvenil celebrado en Austria.
En 2007 la selección rumana sufrió una gran renovación y Cristina se hizo con un hueco en el 9 metros del equipo, que ya no ha soltado. En el campeonato del Mundo de Francia 2007 la selección acabó en cuarta posición.
En el Campeonato Europeo de Balonmano Femenino de 2010, Rumania ganó la medalla de bronce. Neagu fue la máxima goleadora del torneo (53 goles), así como la jugadora con más pases decisivos (36). Fue elegida en el equipo ideal del campeonato
Sin duda se ha de destacar el mundial del 2015, ya que fue el primero en el que consiguió su primera presea mundialista (y la única hasta el momento), con una medalla de bronce. A título individual Cristina fue considerada como MVP del mundial y se hizo con el de máxima goleadora (con 63 tantos).
En 2018 Cristina sobrepasó a la húngara Agnes Farkas como máxima goleadora de las eurocopas convirtiéndose, en 2022, en la máxima goleadora histórica de las Eurocopas, tanto masculinas como femeninas, con 300 tantostras sobrepasar a Sigurdsson.

## Palmarés

### Selección de Rumanía

#### Selección absoluta
- Medalla de bronce en el Campeonato Europeo de 2010
- Medalla de bronce en el Campeonato Mundial de 2015

#### Selecciones inferiores
- Medalla de plata en el Campeonato Europeo Juvenil: 2005

- Medalla de bronce en el Campeonato Mundial Juvenil: 2006

- Medalla de bronce en el Campeonato Europeo Júnior: 2007

### Clubes
- 1 x Liga de Campeones de la EHF (2015)
- 8 x Liga de Rumania (2009, 2010, 2011, 2012, 2013, 2018, 2021, 2023)
- 6 x Copa de Rumania (2011, 2018, 2019, 2022, 2023, 2024)
- 4 x Supercopa de Rumanía (2011, 2017, 2019, 2022)
- 4 x Liga de Montenegro (2014, 2015, 2016, 2017)
- 4 x Copa de Montenegro (2014, 2015, 2016, 2017)

### Galardones individuales
- 4 x IHF Jugadora del Año (2010, 2015, 2016, 2018)[11]
- Miembro del Salón de la Fama de la EHF
- 6 x Mejor jugadora de Rumania (2009, 2010, 2015, 2016, 2017, 2018)[12]
- 3 x Mejor jugadora de la Liga Rumana (2017, 2018, 2019)[13]
- 3 x Mejor lateral izquierdo del Campeonato de Europa: 2010, 2014, 2016
- Mejor lateral izquierdo del Campeonato Mundial: 2015
- Máxima goleadora del Campeonato Europeo de 2010
- MVP del Campeonato Mundial de 2015
- Máxima goleadora del Campeonato Mundial de 2015
- 2 x Máxima goleadora de la Liga de Campeones: 2015, 2018
- 4 x Equipo All-Stars de la Liga de Campeones:  2015, 2016, 2017, 2018
- Mejor jugadora joven de la IHF (2009)
- Ciudadana honoraria de Bucarest.[14]

## Otras cuestiones
En 2023 la EHF le sancionó a pagar una multa de 4.000€ por unos comentarios despectivos realizado tras su partido del 7 de mayo de 2023 ante el Team Esjberg, en los cuartos de final de la Champions League. La sanción no se llegó a ejecutar en espera de buen comportamiento por parte de Cristina.
En 2024 anotó su tanto número 1100 en la Champions League, la segunda mujer en conseguirlo en la historia.